# Lijsterbespokmijt
Lijsterbespokmijt (Eriophyes sorbi) is een galmijt dat kleine opzwellingen veroorzaakt op het blad. Het leeft zowel aan de onderkant als de bovenkant van het blad. Hij komt voor op verschillende soorten lijsterbes, maar ook andere soorten zoals het Europees krentenboompje en de wilde dwergmispel. Ze zijn eerst wit en oude gallen verdrogen later tot bruine pokken.

## Waardplanten
- Amelanchier ovalis (Europees krentenboompje)
- Cotoneaster dammeri
- Cotoneaster integerrimus (Wilde dwergmispel)
- Cotoneaster nummularius
- Cotoneaster tomentosus
- Cydonia oblonga (Kweepeer)
- Malus domestica (?) (Appel)
- Mespilus germanica (Mispel)
- Pyrus communis & subsp. pyraster (Peer)
- Pyrus nivalis
- Pyrus regelii
- Pyrus spinosa
- Sorbus aria (Meelbes)
- Sorbus aucuparia (Wilde lijsterbes)
- Sorbus chamaemespilus
- Sorbus domestica (Peervormige lijsterbes)
- Sorbus graeca
- Sorbus intermedia (Zweedse lijsterbes)
- Sorbus obtusifolia
- Sorbus rupicola
- Sorbus torminalis (Elsbes)